# Vafio
Vafio o Vafeio (en griego: Βάφειο, transl.: Vápheio) es un yacimiento arqueológico de Laconia (Grecia), situado en la margen derecha del río Eurotas, a unos 8 km al sur de Esparta. Es famoso por su tholos, excavado en 1889 por Christos Tsountas. Consiste en un acceso amurallado, de unos 29 m, que conduce a una cámara abovedada de unos 10 metros de diámetro, en cuyo suelo fue tallada una tumba. Contenía el esqueleto de una mujer, de la cual casi no queda nada, a la que Tsountas llamó «Príncipe de Vafio». Se ignora si era una reina o una sacerdotisa u otra dama importante, pero las ofrendas de la sepultura sugieren un estatus social alto. La tumba, que probablemente perteneció al territorio de Amiclas en lugar de a Faris, al que es habitualmente asociada, está casi totalmente destruida.
Los objetos encontrados en el yacimiento y trasladados al Museo Arqueológico Nacional de Atenas incluyen un gran número de gemas y cuentas de amatista, así como objetos funerarios enterrados con el «Príncipe»: anillos, gemas, un espejo, objetos de plata, bronce, hierro, cobre y vidrio, vasos de alabastro, cuentas de ámbar del Báltico, dagas esmaltadas en oro, cuencos de plata, jabalinas de caza y un hacha de estilo sirio. Muchos de los sellos y anillos encontrados en el tholos tienen gran afinidad en estilo y temática con el contemporáneo arte glíptico cretense aunque, según J. T. Hooker, es imposible determinar si son de producción local o importados de Creta. Se han datado los hallazgos en torno al 1500 a. C. (Minoico reciente).

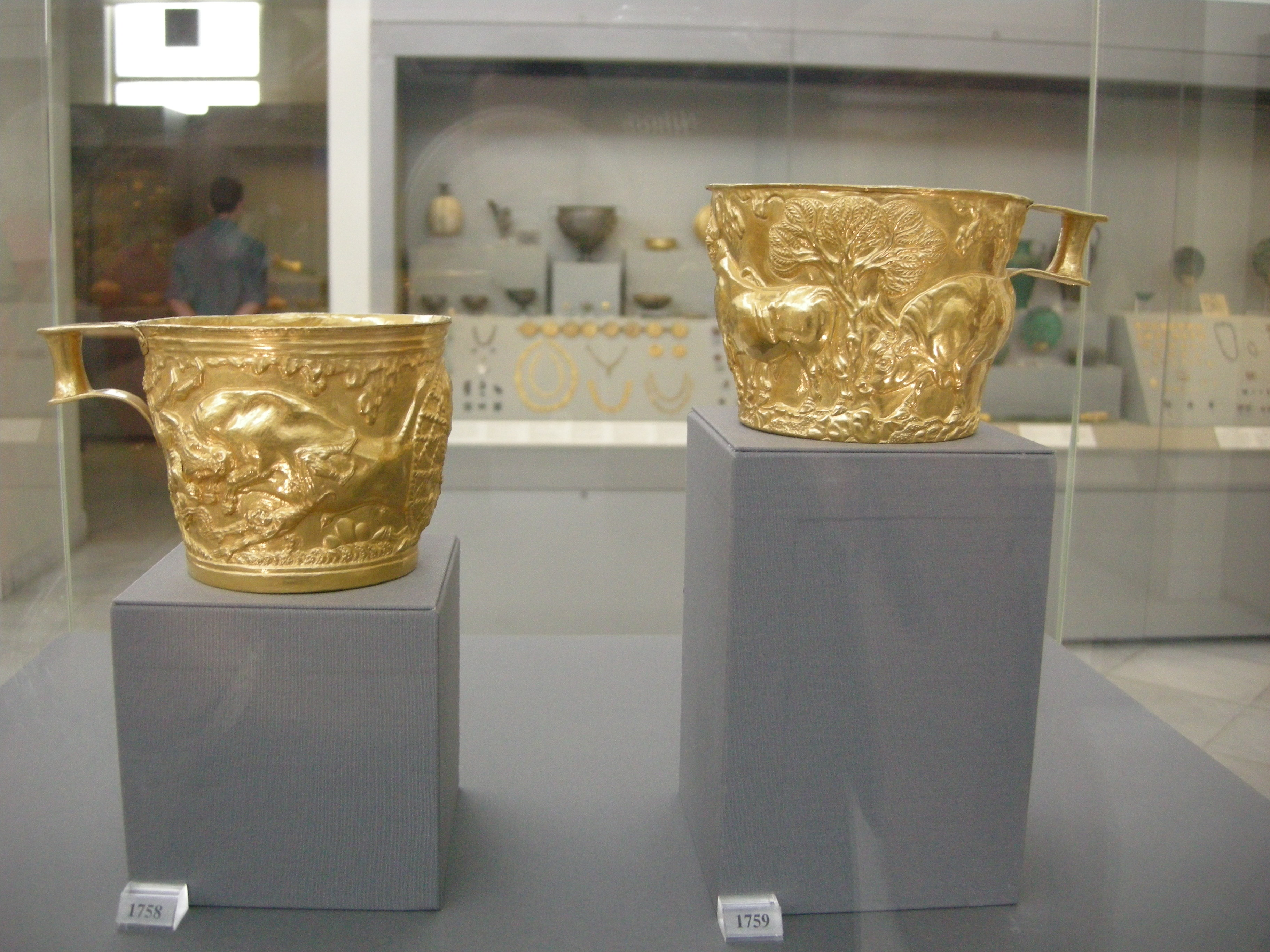
Copas de Vafio.

Los artefactos hallados en el tholos de mayor valor son un par de copas de oro decoradas con escenas en relieve. Una (No. 1758) representa la captura violenta de toros, la otra (No. 1759) ganado atado y retirado pacíficamente. La calidad de su trabajo las coloca entre las representaciones figurativas más llamativas de la Edad de Bronce griega. Kenneth Clark afirmó que en tales obras «los hombres son insignificantes comparados con los estupendos toros». Parece probable que estas copas de Vafio no sean de un taller de arte local, sino que fueran importadas de Creta, isla que al comienzo del período estaba más desarrollada artísticamente que la Grecia continental. La conexión con Creta es apoyada por C. Michael Hogan, quien señala que la pintura de un toro atacando recuerda a una imagen presente en el palacio de Cnosos, en Creta. Sin embargo, Ellen Davis sugirió que al menos una de las copas fue producida en el continente. Davis ilustra que las diferencias de composición y estilo entre las copas demuestran que una parece ser minoica y la otra micénica.